# James Marsters
James Wesley Marsters (ur. 20 sierpnia 1962 w Greenville) – amerykański aktor i piosenkarz, występował w roli Spike’a w serialu młodzieżowym Buffy postrach wampirów.

## Życiorys

### Wczesne lata
Urodził się w Greenville w stanie Kalifornia. Dorastał wraz ze starszą siostrą Susan (ur. 1960) i młodszym bratem Paulem (ur. 1964) w Modesto w stanie Kalifornia. Był Kłapouchym w dziecięcej inscenizacji Kubusia Puchatka. W szkole średniej Davis High School występował w licznych musicalach. Studiował aktorstwo w Pacific Conservatory of the Performing Arts (1980–1982) przy Hancock College w Santa Maria w Kalifornii, nowojorskiej Juilliard School (1982–1984) i American Conservatory Theatre.

### Kariera teatralna
W 1987 rozpoczął karierę sceniczną w Chicago występując w spektaklach: Burza Williama Shakespeare’a, Wesele Figara z muzyką Wolfganga Amadeusa Mozarta, Życie jest snem (Life is a Dream) Pedro Calderóna i sześciogodzinnej sztuce Niesprzedajny (Incorruptible). W 1989 zadebiutował jako reżyser przedstawienia Tennessee Williamsa Something Unspoken na scenie Genesis Theater. W 1994 wystąpił w dreszczowcu Głosy w mroku (Voices in the Dark) na deskach Contemporary Theater w Seattle.
W 2000 zagrał w musicalu Po co (The Why) w Blank Theater Company i występował w klubach rockowych.

### Kariera ekranowa
Po przyjeździe do Los Angeles, karierę na małym ekranie zapoczątkował udziałem w dwóch odcinkach serialu CBS Przystanek Alaska (Northern Exposure, 1992, 1993) jako boy hotelowy i Wielebny Harding. Na dużym ekranie pojawił się po raz pierwszy w roli kamerzysty z Kanału 3 w horrorze Dom na Przeklętym Wzgórzu (House on Haunted Hill, 1999) z Geoffreyem Rushem, Ali Larter, Famke Janssen, Taye Diggsem, Peterem Gallagherem, Chrisem Kattanem i Bridgette Wilson.
Sukcesem była postać wampira Spike’a w serialu 20th Century Fox Buffy: Postrach wampirów (Buffy the Vampire Slayer, 1997–2003) i jego spin-offie Warner Bros. Anioł ciemności (Angel, 1999–2004), za którą otrzymał trzykrotnie nagrodę Saturna (2001–2002, 2004).
W 2009 na ekranach światowych kin pojawił się film Dragonball: Ewolucja, aktorska ekranizacja popularnej na całym świecie mangi i anime o tym samym tytule, gdzie zagrał w nim postać Piccolo Daimao – jednego z wrogów głównego bohatera.

### Kariera muzyczna
Marsters był głównym wokalistą rockowego zespołu Ghost of the Robot, który rozpoczął swoją działalność pod koniec 2002 roku. 2 lutego 2003 roku zespół wydał swoją jedyną studyjną płytę pt. Mad Brilliant, na której znalazło się jedenaście piosenek. Po europejskiej trasie koncertowej w 2004 zespół rozpadł się, a Marsters wydał swoją płytę pt. Civilized Man.

### Życie prywatne
Był żonaty z Liane Davidson. Mają syna Sullivana (ur. 1996). Spotykał się z Liz Stauber (1997). 21 maja 2010 Marsters oświadczył się swojej dziewczynie Patricii Rahman. 14 stycznia 2011 podczas skromnej prywatnej ceremonii w Los Angeles, Patricia i James wzięli ślub.

## Filmografia

### Filmy fabularne
- Dom na Przeklętym Wzgórzu – kamerzysta z Channel 3 (1999)
- Chance – Simon (2002)
- Shadow Puppets – Jack (2006)
- Superman: Doomsday – głos Lexa Luthora (2007)
- P.S. Kocham cię – John McCarthy (2007)
- Dragonball: Ewolucja – Piccolo (2009)
- Dragon Warriors – Lord Tensley (2012)

### Produkcje telewizyjne
- Przystanek Alaska – Wielebny Harding/ boy hotelowy (1992-93); 2 odcinki – „It Happened in Juneau”, „Grosse Pointe 48230”
- Medicine Ball – Mickey Collins (1995); 1 odcinek – „Heart and Sole”
- Moloney – Billy O’Hara (1997); 1 odcinek – „Herniated Nick”
- Buffy postrach wampirów – Spike (97 odcinki; 1997–2003)
- Anioł ciemności – Spike (24 odcinki; 1999–2004); sezon 1 (3 odcinek) i sezon 5 (całość)
- Millennium – Eric Swan (1999); 1 odcinek – „Collateral Damage”
- Winding Roads – Billy Johnson (1999)
- The Enforcers – Charles Haysbert (2001)
- Strange Frequency – Mitch Brand (2001); 1 odcinek – „Soul Man”
- Andromeda – Charlemagne Bolivar (2001); 1 odcinek – „Into the Labyrinth”
- Spider-Man: The Animated Series – Sergei (głos) (2 odcinki; 2003)
- The Mountain – Ted Tunney (2004); 1 odcinek – „A Piece of the Rock”
- Złodzieje z klasą – Bobby Comfort (2005)
- Tajemnice Smallville – prof. Milton Fine/Brainiac (12 odcinków; 2005–2008); sezony 5,7,8 i 10;
- Bez śladu – detektyw Grand Mars (2007-08); 4 odcinki – „Lost Boy”, „Clean Up”, „One Wrong Move”, „Article 32”
- Saving Grace – Dudley Payne (2007); 1 odcinek – „Bring It On, Earl”
- Torchwood – kapitan John Hart (2008); 2 sezon, 3 odcinki – „Kiss Kiss, Bang Bang”, „Fragments”, „Exit Wounds”
- Morderca znad Green River (The Capture of the Green River Killer) – Ted Bundy (2008)
- Star Wars: The Clone Wars – kapitan Argyus (2008); 1 odcinek – „Cloak of Darkness”
- Moonshot: The Flight of Apollo 11 – Buzz Aldrin (2009)
- High Plains Invaders – Sam Denville (2009)
- Numb3rs – Damien Lake (2009); 1 odcinek – „Guilt Trip”
- The Super Hero Squad Show – Mister Fantastic (głos w 5 epizodach) (2009)
- Lie to Me – Pollack (2009); 1 odcinek – „Truth or Consequences”
- Caprica – Barnabas Greeley (2010); 4 odcinki – „Know Thy Enemy”, „End of Line”, „Unvanquished”, „Retribution”
- Hawaii Five–0 – Victor Hesse (2010-11); 3 odcinki – „Pilot”, „Hana ‘a’a Makehewa”, „Ha’i’ole”
- Supernatural – Donald Stark (2011); 1 odcinek – „Shut Up, Dr. Phil”
- Three Inches – Troy Hamilton (2011), odcinek pilotowy
- Metal Hurlant Chronicles – Brad (2012)

## Dyskografia

### Albumy solowe
- James Marsters Civilized Man (2005)
- Like a Waterfall (2007)

## Audiobook’i
- Akta Dresdena The Dresden Files

1. Storm Front (2002)
2. Fool Moon (2003)
3. Grave Peril (2005)
4. Summer Knight (2007)
5. Death Masks (2009)
6. Blood Rites (2010)
7. Dead Beat (2010)
8. Proven Guilty (2009)
9. White Night (2009)
10. Small Favor (2008)
11. Turn Coat (2009)
12. Changes (2010)
13. Side Jobs (2010)

- The Vampire Empire

1. The Greyfriar (2012)
2. The Rift Walker (2012)